# Communauté de communes Les Vallons de la Tour
La communauté de communes Les Vallons de La Tour est une ancienne communauté de communes française, située dans le département de l'Isère et la région Rhône-Alpes.

## Historique
En application du schéma départemental de coopération intercommunale, elle fusionne le 1er janvier 2017 avec la communauté de communes Bourbre-Tisserands, la communauté de communes de la Vallée de l'Hien et la communauté de communes Les Vallons du Guiers pour créer la Communauté de communes Les Vals du Dauphiné.

## Composition
La communauté de communes regroupe 10 communes :
| Nom                     | Code Insee | Gentilé        | Superficie (km2) | Population (dernière pop. légale) | Densité (hab./km2) |
| ----------------------- | ---------- | -------------- | ---------------- | --------------------------------- | ------------------ |
| La Tour-du-Pin (siège)  | 38509      | Turripinois    | 4,77             | 7 934 (2014)                      | 1 663              |
| Cessieu                 | 38064      | Cessieutois    | 14,35            | 2 813 (2014)                      | 196                |
| La Chapelle-de-la-Tour  | 38076      | Chapelands     | 9,04             | 1 748 (2014)                      | 193                |
| Dolomieu                | 38148      | Dolomois       | 13,32            | 3 035 (2014)                      | 228                |
| Faverges-de-la-Tour     | 38162      | Favergeois     | 7,67             | 1 273 (2014)                      | 166                |
| Le Passage              | 38296      | Passageois     | 6,68             | 783 (2014)                        | 117                |
| Rochetoirin             | 38341      | Rochetoirinois | 10,62            | 1 105 (2014)                      | 104                |
| Saint-Clair-de-la-Tour  | 38377      | Saint-Clairois | 9,24             | 3 367 (2014)                      | 364                |
| Saint-Didier-de-la-Tour | 38381      | Cassolards     | 14,63            | 1 947 (2014)                      | 133                |
| Saint-Jean-de-Soudain   | 38401      | Saint-Jeannais | 7,48             | 1 547 (2014)                      | 207                |

## Démographie
| 2011   | 2012   | 2013   |
| ------ | ------ | ------ |
| 25 050 | 25 128 | 25 298 |

## Administration
| Période                                  | Période       | Identité        | Étiquette | Qualité |
| ---------------------------------------- | ------------- | --------------- | --------- | --- |
| Les données manquantes sont à compléter. |               |                 |           | |
|                                          | juin 2015     | Pascal Payen    | PS        | Conseiller général du canton de La Tour-du-Pin Conseiller municipal de Saint-Didier-de-la-Tour Vice-président du Conseil général |
| juin 2015                                | décembre 2016 | Jean-Paul Paget |           | Conseiller municipal de La Tour-du-Pin                                                                                           |

## Compétences

### L’économie et l'emploi
- Promotion de l'activité économique
- Gestion et projets de développement des zones d'activités économiques
- Soutien au commerce et à l'artisanat
- Développement touristique
- Emplois, formation et insertion

### Voirie et patrimoine
- Voirie communale et communautaire
- Feux tricolores
- Accessibilité
- Éclairage public, espaces verts
- Bâtiments communautaires
- Politique énergétique

### Eau et assainissement
- Alimentation en eau potable
- Assainissement des eaux usées
- Gestion des risques hydrauliques

### Écologie et cadre de vie
- Gestion des déchets
- Écologie et écocitoyenneté
- Espaces naturels sensibles
- Biodiversité (Plan climat énergie territoriale)

### Aménagement de l'espace
- Urbanisme
- Paysages (charte paysagère, échange sur les bonnes pratiques)
- Planification et stratégie d’aménagement(suivi des procédures supra communautaires, ZI et ZA, outils de gestion foncière et d’aménagement, d’observation et d’analyse du territoire, équipements du territoire...)

### Services a la population
Vie sociale
- Petite enfance, enfance, jeunesse et vieillissement
- Prévention de la délinquance (CISPD : Conseil Intercommunautaire de Sécurité et de Prévention de la Délinquance)
- Sport
- Musique à l’école

Culture
- Lecture publique

### Habitat et logement
- Suivi du Plan Local de l’Habitat (définit les orientations en matière de construction sur le territoire)
- Animation du Comité Local de l’Habitat
- Maîtrise du développement démographique
- Accueil des gens du voyage
- Élaboration de la nouvelle politique du logement

### Stratégie de l'intercommunalité
- Stratégie financière
- Finances : budget, achats publics...
- Évolution de l’intercommunalité : suivi du projet de territoire, évolution des compétences communautaires, mutualisation...
- Systèmes d’Informations : informatique, téléphonie et Système d’Information Géographique (SIG)

### Déplacements
- Réflexion sur les transports et déplacements à l’échelle du Nord-Isère et du territoire
- Réflexion sur des actions locales :
  - Covoiturage
  - Développement des modes doux
  - Accès aux gares
  - Transports alternatifs à la voiture